# Башфармация
ГУП «Башфармация» — сеть аптек и оптик в Башкортостане (Россия).

## История
В 1926 году было создано «Башаптекоуправление» — Башкирское аптечное управление Народного комиссариата здравоохранения Башкирской АССР. В конце 1935 года «Башаптекоуправления» становится хозрасчетным отделением Главного Аптечного управления Народного комиссариата здравоохранения РСФСР.
В 1969 году создается Аптечное управление при Совете Министров БАССР. Также были созданы центральные районные аптеки (ЦРА) для осуществления организационно методического и хозяйственно-финансового руководства сельскими аптеками, включенные в состав этого управления.
В 1989 году Аптечное управление республики было реорганизовано в Башкирское производственное объединение «Фармация».
В 1993 году предприятие преобразовано в Специализированное государственное производственное предприятие «Башфармация» (СГПП «Башфармация»).
С 2003 года имеет статус государственного унитарного предприятия (ГУП «Башфармация»).

## Собственники и руководство
Единственным акционером является Республика Башкортостан в лице Министерства имущественных и земельных отношений РБ (100 % доля государства).
Генеральный директор — Рахматуллина Альфия Гадельяновна.

## Структура предприятия
В составе предприятия находятся 173 аптеки, свыше 200 аптечных пунктов и киосков, 7 магазинов «Оптика», 4 оптовых склада и 1 автохозяйство.

## Деятельность
Основной вид деятельности предприятия — оптовая и розничная реализация лекарственных препаратов, изделий медицинского назначения и других медицинских товаров аптечного ассортимента.